# Francesco Baratta il Giovane
Francesco Baratta detto il Giovane (Carrara, ca. 1680 – Carrara, 1731) è stato uno scultore italiano attivo principalmente a Genova e nella sua città natale.

## Biografia
Originario di Carrara, figlio di Isidoro Baratta e nipote di Francesco Baratta il Vecchio (attivo a Roma nel Seicento), Francesco svolse buona parte della sua attività artistica tra Genova e Carrara, sempre nell’ambito di una famiglia di scultori attivi dal Cinquecento al Settecento. Fratello minore di Giovanni Baratta (1670–1747) e Pietro Baratta (1668–1729), operò nell’ambito dell’arte barocca toscana, distinguendosi per alcune opere documentate. Poco si conosce sulla sua formazione, ma risulta documentato come autografo di lavori a Genova già negli anni Venti del Settecento. La data precisa della morte non è documentata con esattezza: secondo Gabburri morì a Carrara nel 1731, mentre fonti archivistiche riportano una morte tra il 9 luglio 1728 e il 25 novembre 1730.

## Opere principali
Le prime documentazioni riguardano:
- Un altare senza figure scolpite per la chiesa di Santa Maria delle Lacrime a Carrara, eseguito nel 1722.
- Nel 1724, realizzò una statua di Ambrogio Castagnola per l'Ospedale degli Incurabili di Genova, opera oggi perduta.
- Sempre nel 1724, scolpì una fontana raffigurante Enea e Anchise per piazza Soziglia (oggi piazza Bandiera) a Genova.
- A lui sono attribuiti anche rilievi e statue di Artemisia e Cleopatra per il palazzo Balbi Durazzo a Genova, anche se talvolta erroneamente attribuiti al fratello Giovanni.
- Le sue ultime opera documentate furono le statue allegoriche della Castità e dell’Umiltà per la chiesa di Santa Maria della Steccata a Parma, impegnate nel 1726 e terminate a Carrara nel 1728.[2]

## Stile e valutazioni critiche
Secondo il biografo Gabburri, Francesco Baratta era considerato dallo storico campionamento dell’arte toscana del Settecento come un artista dotato ma “fiacco” nelle composizioni, con un’attività meno brillante rispetto a quella dei fratelli Giovanni e Pietro. Tuttavia, le ultime opere, specialmente quelle realizzate per Parma, mostrano un livello qualitativo superiore, più raffinato e vicino agli standard artistici dell’epoca.